# José Vargas Vidot
José Antonio "Chaco" Vargas Vidot  (San Juan, 22 de mayo de 1954), más conocido simplemente por sus dos apellidos Vargas Vidot, es un médico puertorriqueño enfocado en la rehabilitación de drogas,  filántropo y político que se desempeñó como miembro del Senado de Puerto Rico desde 2017 hasta 2025. Su servicio comunitario se canaliza a través de su organización, Iniciativa Comunitaria, que brinda atención médica gratuita a drogadictos en Puerto Rico . En 2016, Vargas Vidot se convirtió en el primer candidato independiente electo al Senado de Puerto Rico . 

## Temprana edad y educación
José Vargas Vidot nació en San Juan, Puerto Rico . Se crio en las comunidades de La Perla y Puerta de Tierra . Vargas Vidot completó sus estudios de pre-medicina en la Universidad Interamericana de Puerto Rico . En 1986 obtuvo el título de doctor en medicina en la facultad de Medicina de la Universidad Eugenio María de Hostos en Santo Domingo, República Dominicana . 

## Carrera
A finales de los años 1980, José Vargas Vidot trabajó para el sistema de salud pública, en el Centro de Inmunología del Centro de Salud Familiar de Cataño . De 1986 a 1991 trabajó como coordinador de ensayos clínicos experimentales, colaborando también con la Oficina de Asuntos del SIDA. También formó parte de un programa de investigación destinado a definir la prevalencia de la enfermedad en Puerto Rico. En 1990, Vargas Vidot y un grupo de pacientes con SIDA iniciaron un proyecto para educar a otros pacientes sobre tratamientos alternativos.

## Carrera política
En 2015, Vargas Vidot anunció que se postularía para el Senado de Puerto Rico .   El 8 de noviembre de 2016 Vargas Vidot fue elegido como el primer senador independiente en la historia de Puerto Rico con un total de 157,788 votos, obteniendo la mayor cantidad de votos de cualquier candidato legislativo para un total de 10.76% de los votos. 